# Jáner Guazá Lucumí
Jáner Guazá Lucumí (Puerto Tejada, Cauca, Colombia; 12 de noviembre de 1991) es un futbolista colombiano. Juega como mediocampista.
Su hermano Víctor Guazá también es futbolista, juega en Club Universidad Técnica de Cajamarca de Perú.

## Trayectoria
Su primer gol en la Primera A fue el 1 de agosto de 2009 en el Estadio Nemesio Camacho El Campín contra el Millonarios en cumplimiento de la cuarta fecha del Finalización.

## Clubes
| Club             | País     | Año         |
| ---------------- | -------- | ----------- |
| Atlético Huila   | Colombia | 2009-2010   |
| Cúcuta Deportivo | Colombia | 2011        |
| SC Toronto       | Canadá   | 2012        |
| Petrolero        | Bolivia  | 2013 - 2015 |